# ケユンタ・ドーソン
ケユンタ・ドーソン（Keyunta Dawson 1985年9月13日- ）はルイジアナ州シュリーブポート出身のアメリカンフットボール選手。ポジションはディフェンシブエンド。

## 経歴
テキサス工科大学でプレーした後、2007年のNFLドラフト7巡でインディアナポリス・コルツに指名されて入団した。コルツでは2010年まで4シーズン過ごし、113タックル、1サック、1ファンブルフォースを記録した。
2011年、デトロイト・ライオンズと契約を結んだが9月3日に解雇された。その後11月30日にライオンズと契約を結んだが、およそ1ヶ月後に再び解雇された。
2012年1月6日、テネシー・タイタンズと契約、3試合に出場した後、ハムストリングスを痛めて故障者リスト入りした。
2013年3月7日、タイタンズと再契約を結んだが、2試合に出場したのみで、同年10月5日、タイタンズがQBラスティ・スミスをロースターに昇格させる際、解雇された。10月8日にニューオーリンズ・セインツと契約を結んだ。第12週のアトランタ・ファルコンズ戦で相手新人WRダリウス・ジョンソンからボールを奪った。セインツではこの年6試合に出場し、4タックル、0.5サック、1ファンブルフォースの成績であった。
2013年は、391,675ドルでセインツでプレーした彼は、2014年2月、セインツと855,000ドルで再契約を結んだ。同年8月末の最終ロースターカットでセインツから解雇された。